# Курган (пам'ятка природи)
Курган — комплексна пам'ятка природи місцевого значення в Україні. Розташована на території Березанського району Миколаївської області, у межах Березанської селищної ради.
Площа — 0,1 га, заввишки 2 метри. Статус надано згідно з рішенням Миколаївської обласної ради № 448 від 23.10.1984 року задля охорони зональних угруповань формацій.
Заказник перебуває на схід від смт Березанка.
Територія заповідного об'єкта слугує для збереження та охорони зональних угруповань формацій ковил волосистої та Лессінга.